# Quadrophenia
Quadrophenia es el sexto álbum de estudio del grupo británico The Who, publicado por la compañía discográfica Track Records en octubre de 1973. El álbum es la segunda ópera rock de Pete Townshend compuesta para el grupo y relata una serie de sucesos sociales, musicales y psicológicos que afectan a un joven mod británico que tienen lugar entre Londres y Brighton.
El grupo comenzó a trabajar en el álbum en 1972, en un intento por mantener el éxito de Tommy y Who's Next, con esbozos de nuevas óperas tituladas Lifehouse y Rock Is Dead—Long Live Rock!. Su grabación experimentó retrasos debido a la ocupación de John Entwistle y de Roger Daltrey en respectivos trabajos en solitario y a las obras sin finalizar de un nuevo estudio en Battersea, lo que obligó al grupo a usar un estudio portátil propiedad de Ronnie Lane. El álbum se caracterizó por el uso de numerosas pistas de sintetizadores y efectos de sonido grabados por Townshend, en la línea de trabajos anteriores como «Baba O'Riley» y «Won't Get Fooled Again», así como por la inclusión de instrumentos de viento arreglados por Entwistle. La relación del grupo con el representante Kit Lambert se rompió definitivamente durante la grabación de Quadrophenia y provocó la salida del mánager.
Quadrophenia obtuvo buenas críticas de la prensa musical británica y estadounidense, pero la gira de promoción se vio empañada por problemas escénicos y sonoros debido al uso de cintas pregrabadas y usadas en sustitución de músicos acompañantes. A nivel comercial, alcanzó el segundo puesto en las listas de discos más vendidos tanto de los Estados Unidos como de Gran Bretaña, superado solo por el álbum de Elton John Goodbye Yellow Brick Road y por Pinups de David Bowie respectivamente. Quadrophenia fue objeto de nuevas giras en 1996 y 2012, así como de diversas adaptaciones cinematográficas y teatrales a lo largo de los años.

## Sinopsis
| «Un tipo duro, un bailarín indefenso. Un romántico, ¿soy yo por un momento? Un maldito lunático, te llevaré el equipaje. Un mendigo, un hipócrita, el amor reina sobre mí». —Fragmento de la sinopsis representando las cuatro personalidades de Jimmy. |

La edición original de Quadrophenia incluyó varias notas escritas por críticos y periodistas que explicaban la línea narrativa del álbum. La narración se centra en torno a un joven mod de clase obrera llamado Jimmy que consume drogas y al que le gustan las peleas en la playa. Jimmy se convierte en seguidor del grupo The Who después de verlos en un concierto en Brighton, pero a la vez se muestra desilusionado por trabajos sin futuro, por la actitud de sus padres hacia él y por una consulta fallida a un psiquiatra. Tiene dificultades para encontrar un trabajo y duda de su propio valor, por lo que abandona un empleo como barrendero después de solo dos días. Aunque es feliz de ser un mod, lucha por mantenerse al día con sus compañeros, y su novia lo abandona por uno de sus mejores amigos.
Después de destrozar su scooter y pensar en el suicidio, decide tomar un tren a Brighton, donde había disfrutado de experiencias anteriores con sus compañeros mod. Sin embargo, durante el viaje, descubre que el «Ace Face» que lidera el grupo tiene un trabajo como botones de un hotel. Esta situación hace que se sienta rechazado, por lo que roba una moto y conduce hasta un acantilado, donde contempla el mar y piensa en su vida. Entonces vemos cómo se va a tirar por el acantilado con la moto y, aunque puede parecer algo ambiguo, si nos fijamos podremos observar cómo salta de la moto y no se suicida, dejando simbólicamente atrás su vida como mod.

## Trasfondo

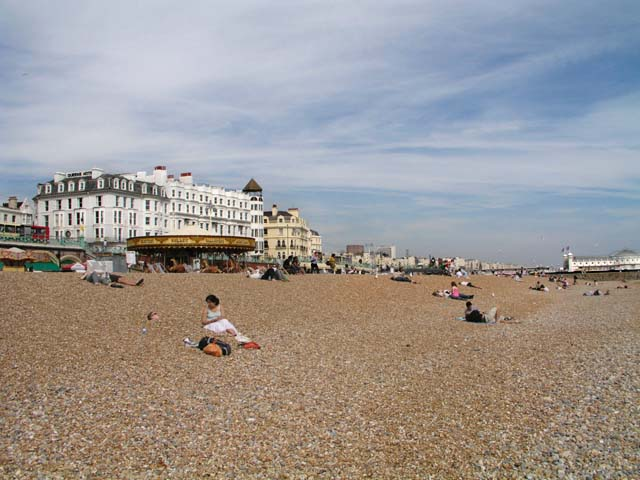
La segunda mitad de Quadrophenia transcurre en Brighton.

Después de obtener un notable éxito comercial con Tommy y Who's Next, The Who se encontró en 1972 intentando conseguir un adecuado sucesor para sus dos anteriores trabajos. El grupo grabó nuevo material con Glyn Johns en mayo de 1972, incluyendo las canciones «Is It In My Head» y «Love Reign O'er Me», incluidas en Quadrophenia, y una miniópera llamada Long Live Rock – Rock Is Dead, pero el proyecto fue abandonado. Al respecto, Pete Townshend comentó en una entrevista para Melody Maker: «Tengo que conseguir un nuevo acto juntos... la gente realmente no quiere sentarse y escuchar todo nuestro pasado». Townshend se habría frustrado al verse incapaz de producir una película para Tommy y Lifehouse, el proyecto fallido que originó Who's Next, y decidió seguir la idea de Frank Zappa de producir una banda sonora que produjese una narración del mismo modo que una película. A diferencia de Tommy, el nuevo trabajo se basó en la realidad y contó una historia sobre la juventud y la adolescencia con la que el público pudiera identificarse.
Townshend se inspiró en la canción «Long Live Rock – Rock Is Dead» y en otoño de 1972 comenzó a componer nuevo material, mientras el grupo publicaba grabaciones inéditas como «Join Together» y «Relay». Entre tanto, el bajista John Entwistle publicó su segundo álbum en solitario, Whistle Rymes, mientras el vocalista Roger Daltrey trabajaba en otro proyecto paralelo y el batería Keith Moon participaba en la película That'll Be the Day. Por su parte, Townshend se reunió con Jack Lyons, uno de los primeros seguidores del grupo, quien le dio la idea de escribir una pieza que mirase atrás en la historia del grupo y de su audiencia. Para ello, creó el personaje de Jimmy como amalgama de seis seguidores del grupo, incluyendo a Lyons, y le otorgó unas cuatro personalidades.
La grabación de Quadrophenia se vio interrumpida durante la mayor parte de 1972 para priorizar el trabajo en la versión orquestal de Tommy, dirigida por Lou Reizner. Durante este tiempo, Daltrey completó la grabación de su primer disco en solitario, lo cual alimentó el rumor en la prensa de la separación del grupo. Dichos rumores aumentaron cuando Daltrey descubrió que los representantes Kit Lambert y Chris Stamp tenían grandes sumas de dinero en paradero desconocido y sugirió despedirlos, algo a lo que Townshend se negó.

## Grabación

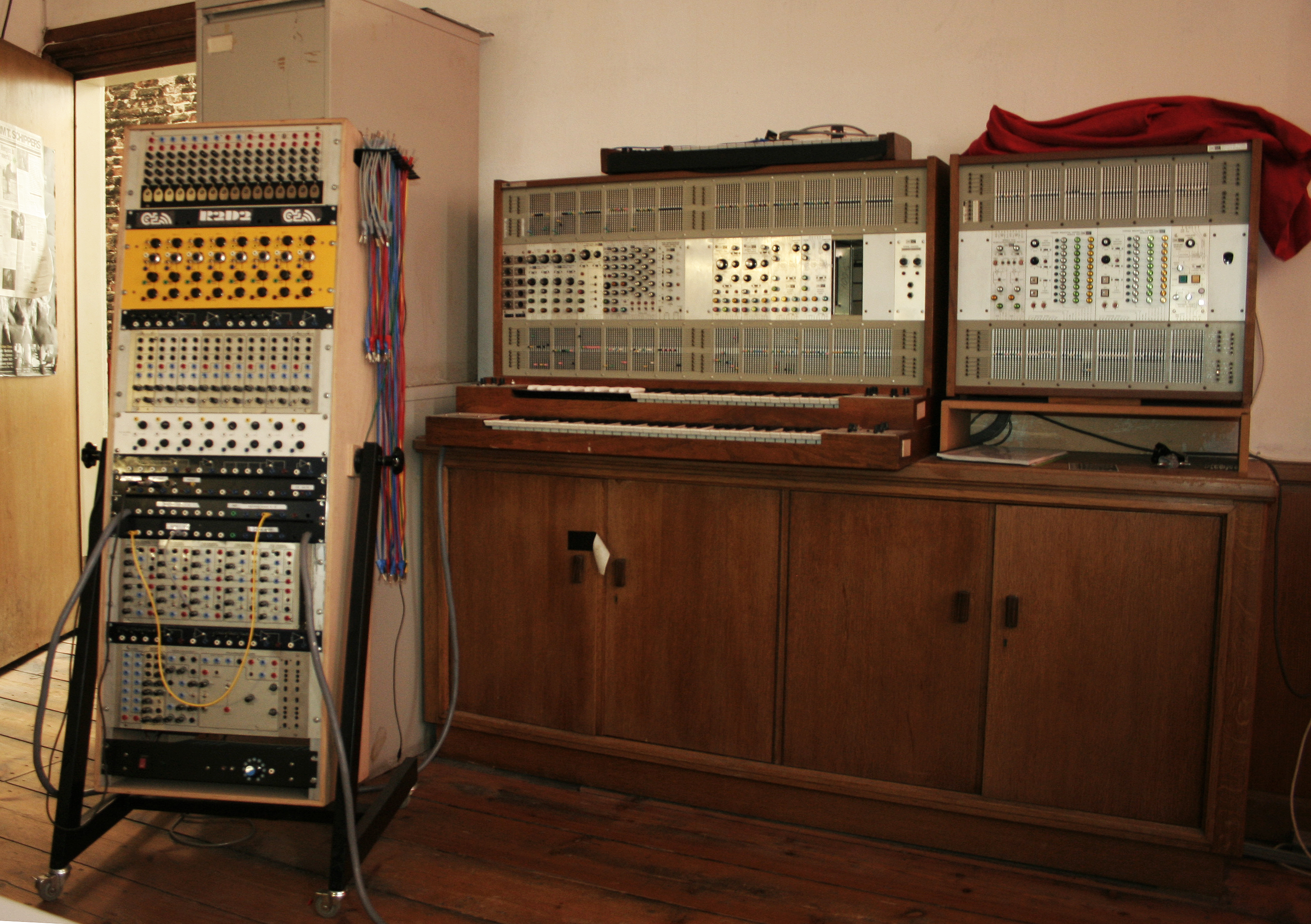
Pete Townshend usó ampliamente el sintetizador ARP 2500 en Quadrophenia.

Para la grabación de Quadrophenia, The Who decidió construir su propio estudio, Ramport Studios, en Battersea. La construcción de Ramport comenzó en noviembre de 1972, pero cinco meses después aun carecía de una adecuada mesa de mezclas de audio. En su lugar, Ronnie Lane, amigo de Townshend, les prestó su estudio móvil para las sesiones. Kit Lambert, representante del grupo, comenzó a producir las sesiones en mayo, pero su falta de disciplina le llevó a ausentarse varias veces. Debido a ello, a mediados de 1973, Roger Daltrey le exigió que dejase de trabajar con el grupo. Poco después, The Who contrató a Ron Nevison para asistir como ingeniero de sonido.
Para ilustrar la cuádruple personalidad de Jimmy, Townshend escribió cuatro canciones que reflejaran las actitudes de los cuatro miembros del grupo: «Bell Boy» (Moon), «Is It Me?» (Entwistle), «Helpless Dancer» (Daltrey) y «Love Reign O'er Me» (Townshend). Además, el grupo también grabó dos largas piezas instrumentales, «Quadrophenia» y «The Rock», con segmentos de las cuatro anteriores canciones, que fueron construidas en el estudio sin demos previas. El autor John Atkins describió las piezas instrumentales como «la música más ambiciosa y compleja que el grupo llevó a cabo».
En la mayoría de las canciones, cada miembro del grupo grabó sus instrumentos por separado. Además, a diferencia de trabajos anteriores, Townshend dejó pistas vacías en sus demos para incluir otros instrumentos de sus compañeros, si bien la mayoría de los sintetizadores del álbum final procedían de su sintetizador ARP 2500 y fueron grabados en su hogar. Según Nevison, el ARP 2500 era imposible de grabar en el estudio, y los sonidos cambiantes eran engorrosos debido a la falta de parches, lo que requería que Townshend grabase las partes de sintetizador en su casa de noche. La única canción arreglada por el grupo en el propio estudio fue «5:15».
Entwistle grabó su línea de bajo en «The Real Me» en una sola toma con un Gibson Thunderbird, y pasó varias semanas durante el verano arreglando y grabando varias pistas con instrumentos de viento-metal. Después de ser forzado a tocar de un modo más técnico en Who's Next, Moon volvió a su estilo habitual de tocar la batería en Quadrophenia y contribuyó como vocalista en «Bell Boy», donde «mostró deliberadamente un estilo narrativo exagerado».
Durante la producción del álbum, Townshend realizó varias grabaciones ambientales con una grabadora portátil. Entre ellas, el álbum incluyó sonidos de olas en la playa de Cornish y el silbido de un tren cerca del hogar de Townshend en Goring-on-Thames. El final de «The Dirty Jobs» incluyó un fragmento musical de una banda de música interpretando The Thunderer de John Philip Sousa, que Nevison grabó en Regents Park. El montaje de las grabaciones de campo en el estudio resultó problemático; en un momento dado, durante la grabación de «I Am the Sea», había un total de nueve cintas reproduciendo efectos de sonido. Según Nevison, Townshend produjo el álbum en solitario, y agregó que «todo comenzó cuando Pete llegó allí, y todo terminó cuando Pete lo dejó». El propio Townshend realizó las mezclas del álbum en agosto en su estudio casero de Goring junto a Nevison.

## Diseño de portada
La portada de Quadrophenia fue obra de Graham Hughes y se basó en una idea original de Roger Daltrey. La primera propuesta, realizada por Ethan Russell, era combinar los rostros de los cuatro miembros de The Who en una única cara, pero fue descartada en beneficio del diseño de Daltrey. La fotografía de la portada, que muestra a un mod vestido con una parka y subido a una scooter, fue tomada el 24 de agosto de 1973 en el estudio fotográfico de Hughes. La scooter incluyó cuatro retrovisores representando las personalidades de Jimmy en los que aparecen los rostros de Daltrey, Townshend, Entwistle y Moon. El diseño de Quadrophenia fue objeto de parodia en el episodio Behind the Laughter de la serie de televisión The Simpsons, donde se muestra portada de Krustophenia, un hipotético álbum grabado por el payaso Krusty con su rostro sustituyendo al de Jimmy.

## Publicación
Quadrophenia fue precedido por el lanzamiento del sencillo «5.15» en el Reino Unido, que el grupo interpretó en el programa Top of the Pops el 4 de octubre de 1973. La canción alcanzó el puesto veinte en la lista UK Singles Chart. El álbum fue originalmente programado para publicarse en el Reino Unido el 26 de octubre, pero los seguidores del grupo tuvieron dificultades para encontrar una copia debido a la escasez de vinilo causada por el embargo de petróleo de la OPEP. En el país, Quadrophenia llegó al segundo puesto de la lista de discos más vendidos, solo por detrás del álbum de David Bowie Pin Ups. En los Estados Unidos, Quadrophenia fue publicado el 3 de noviembre y llegó al segundo puesto de la lista Billboard 200, solo superado por el álbum de Elton John Goodbye Yellow Brick Road. Además, «Love, Reign o'er Me» fue elegido como primer sencillo en el país, en sustitución de «5.15».
Quadrophenia fue publicado originalmente como un doble álbum de vinilo con un libreto que incluyó las letras de las canciones, un texto con la sinopsis y fotografías de Ethan Russell. MCA Records reeditó el álbum como doble disco compacto en 1985 e incluyó las letras y la sinopsis, pero no las fotografías de la edición original. El álbum fue nuevamente remasterizado y reeditado en CD en 1996, con la reproducción del diseño artístico original. La mezcla original había sido criticada en particular por el bajo volumen de la voz de Roger Daltrey, por lo que la reedición de 1996 fue remezclada por Jon Astley y Andy Macpherson en un intento de corregir los errores.
El 15 de noviembre de 2011, Universal Records publicó una edición deluxe del álbum bajo el título de Quadrophenia: The Director's Cut. La edición incluyó cuatro discos, dos con el material original del álbum y otros dos con veinticinco demos del archivo personal de Pete Townshend, además de un DVD con ocho temas del álbum con sonido DVD-A. La colección incluyó también un libro de tapa dura con cien páginas y un ensayo de Townshend, además de un póster y un sencillo con las canciones «5.15» y «Drowned». El álbum fue también publicado en disco de vinilo, en versión digipack y como descarga digital.

## Recepción
Tras su publicación, gran parte de la prensa musical destacó Quadrophenia como uno de los mejores álbumes de The Who. Según Richie Unterberger de Allmusic: «Parte de las composiciones más directas y sinceras de Pete Townshend están aquí, y la producción es un logro creativo excepcional, con algunos de los usos más imaginativos de sintetizadores en un disco de rock. Varios miembros del grupo se quejaron sin cesar sobre fallos en las mezclas, pero en realidad estos errores molestarán a pocos oyentes, quienes en general encontrarán el disco uno de los estamentos más potentes de The Who». En el mismo sentido, Robert Christgau escribió: «A diferencia de Tommy, Quadrophenia es una ópera de verdad: primero conoces la música, luego te sientas con el libreto y te concentras durante ochenta minutos». Por otra parte, Lenny Kaye de Rolling Stone comentó: «Quadrophenia es The Who en su momento más simétrico, más cinematográfico, y en definitiva, en su momento más enloquecedor. Capitaneado por Townshend, han juntado un ensayo bien realizado y magníficamente grabado sobre la mentalidad británica juvenil en la que no interpretan ninguna parte, profusamente dotado de imágenes en blanco y negro y una fuerte sensibilidad del húmedo aire de 1965».
En retrospectiva, varias revistas y medios de comunicación situaron a Quadrophenia en listas de los mejores discos de la música popular. En el año 2000, la revista Q lo situó en el puesto 56 de los cien mejores álbumes británicos de la historia. En 2001, la cadena de televisión VH1 situó el álbum en el puesto 86 de los mejores álbumes de todos los tiempos, mientras que la revista musical Rolling Stone colocó el álbum en el puesto 266 de la lista de los 500 mejores discos de todos los tiempos. IGN situó a Quadrophenia en el primer puesto en la lista de los mejores álbumes de rock clásico de toda la historia, y en 2005, la revista Rock Hard colocó el álbum en el puesto 314 de la lista de los 500 mejores álbumes de rock y metal de todos los tiempos.

## En directo

### 1973–74

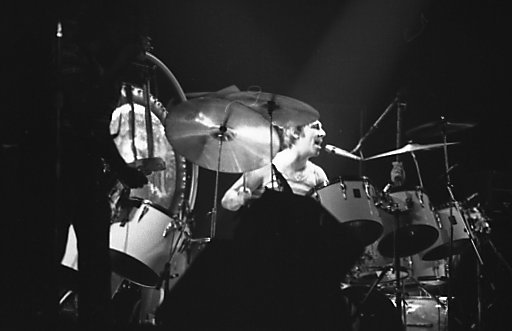
Keith Moon cantando «Bell Boy» durante la gira de promoción de Quadrophenia.

La gira promocional de Quadrophenia, realizada tras la publicación del álbum, fue calificada por el propio grupo como «desastrosa». Para alcanzar el elaborado sonido de estudio, Pete Townshend quería que el pianista Chris Stainton se uniera al grupo como miembro de la gira, algo a lo que se opuso el cantante Roger Daltrey. Debido a ello, y para conseguir la instrumentación requerida sin músicos adicionales, el grupo empleó cintas grabadas durante los conciertos, como ya habían hecho con canciones como «Baba O'Riley» y «Won't Get Fooled Again». Los primeros conciertos estuvieron plagados de errores debido al mal funcionamiento de las cintas: una vez que sonaban, el grupo debía acoplarse a ellas y limitaban el habitual estilo de la formación. En particular, el batería Keith Moon sufrió mayores dificultades tocando Quadrophenia dado que se vio obligado a estar pendiente de un metrónomo en lugar de acoplar su instrumento al resto del grupo. El grupo solo ensayó durante dos días antes de salir de gira, y uno de los ensayos fue abandonado después de que Daltrey golpeara a Townshend tras una discusión.
La gira comenzó el 28 de octubre de 1973, con la idea original de tocar todo el álbum. Sin embargo, tras el primer evento en Stoke On Trent, el grupo eliminó «The Dirty Jobs», «Is It In My Head» y «I've Had Enough» del repertorio. Varios conciertos después, en Newcastle upon Tyne, las cintas de «5.15» sonaron a destiempo, lo cual provocó un ataque de ira de Townshend en el que el músico paró el concierto, agarró a Pridden, encargado de la mesa de mezclas, lo arrastró al escenario y le gritó delante del público. El grupo regresó al escenario veinte minutos más tarde interpretando viejo material. The Who volvió a ofrecer otros dos conciertos en Newcastle sin incidentes.
La etapa estadounidense de la gira comenzó el 20 de noviembre en el Cow Palace de San Francisco (California). Antes del concierto, Moon tomó tranquilizantes que le produjeron un comportamiento errático, y mientras tocaba «Magic Bus», se derrumbó en el escenario, por lo que tuvo que ser trasladado al hospital. Scot Halpin, miembro del público, convenció al promotor Bill Graham para que le dejara tocar la batería, y el grupo completó el concierto con él. Moon se recuperó al día siguiente y volvió a tocar con The Who durante el resto de la gira.
La gira continuó en febrero de 1974 con una serie de conciertos en Francia. El concierto en el Palais de Sports de Lyon el 24 de febrero fue la última vez que el grupo tocó Quadrophenia en vida de Moon, que falleció en 1978. No obstante, algunas canciones del álbum permanecieron en el repertorio del grupo en sucesivas giras: al respecto, versiones en directo de «Drowned» y «Bell Boy» filmadas en el campo de fútbol del Charlton Athletic el 18 de mayo fueron publicadas en la caja recopilatoria Thirty Years of Maximum R&B.

### 1996–97
En junio de 1996, Roger Daltrey, John Entwistle y Pete Townshend revivieron Quadrophenia en el Hyde Park de Londres como parte del concierto benéfico Masters of Music e interpretaron el álbum por primera vez en directo desde 1974. El concierto contó con varios amigos y colaboradores interpretando papeles de la ópera: Gary Glitter como el padrino, Phil Daniels como narrador y Jimmy, Trevor MacDonald como lector de noticias, Adrian Edmondson como botones y Stephen Fry como gerente de hotel. El grupo incluyó también a los guitarristas David Gilmour y Geoff Whitehorn, a los teclistas John "Rabbit" Bundrick y Jon Carin, al percusionista Jody Linscott, al batería Zak Starkey en su primera aparición con The Who, y a Simon Townshend, hermano de Pete. Durante los ensayos, Daltrey fue colpeado en la cara por el pie de micrófono de Glitter, por lo que realizó el concierto llevando un parche. El concierto fue seguido de una gira que contó con casi los mismos músicos e intérpretes, con Billy Idol reemplazando a Edmonson y PJ Proby a Glitter. Una grabación de la gira fue publicada en 2005 como parte del DVD Tommy and Quadrophenia Live.

### 2012–13
The Who interpretó nuevamente Quadrophenia en el Royal Albert Hall de Londres el 30 de marzo de 2010 como parte del concierto benéfico Teenage Cancer Trust. El concierto contó con la participación de Eddie Vedder y Tom Meighan. En noviembre de 2012, el grupo emprendió la gira Quadrophenia and More, integrada en exclusiva por la alineación habitual del grupo, incluyendo a Starkey y al bajista Pino Paladino, quien reemplazó a Entiwstle tras su muerte en 2002. La gira incluyó videos tributo de Moon cantando «Bell Boy» y de Entwistle tocando un solo de bajo en «5.15», y fue seguida de una etapa por el Reino Unido en 2013 que finalizó con un concierto en el Wembley Arena en julio.

## Adaptación cinematográfica y teatral
En 1979, Quadrophenia fue adaptada en una versión cinematográfica dirigida por Franc Roddam. La película intentó retratar una interpretación exacta de la visión de Jimmy y su entorno según Pete Townshend, e incluyó la actuación de Phil Daniels como Jimmy y de Sting como Ace Face. A diferencia de la película Tommy, la música fue en gran medida relegada a un segundo plano y no fue interpretada por el elenco de actores como en una ópera rock. La banda sonora de Quadrophenia incluyó tres nuevas canciones escritas por Townshend que supusieron las primeras grabaciones del batería Kenney Jones como miembro oficial de The Who tras la muerte de Keith Moon un año antes. La adaptación cinematográfica de Quadrophenia obtuvo un notable éxitro comercial y de crítica al coincidir con el resurgir del movimiento mod a finales de la década de 1970.
Quadrophenia fue también objeto de adaptaciones musicales y teatrales. En noviembre de 2005, Luna C Productions realizó una versión teatral de Quadrophenia en Los Ángeles con Stephen Shareaux en el papel de Jimmy. En 2007, el Royal Welsh College of Music & Drama realizó un musical basado en el álbum original en el Sherman Theatre de Cardiff con un elenco de doce actores respaldado por una banda de once músicos.
En octubre de 1995, el grupo Phish, junto a una sección de vientos, interpretó Quadrophenia en su totalidad en el Rosemont Horizon de Chicago (Illinois). El concierto fue publicado en el álbum Live Phish Volume 14. El grupo también versionó las canciones «Drowned» y «Sea and Sand» en su álbum en directo New Year's Eve 1995 – Live at Madison Square Garden.

## Lista de canciones
Todas las canciones escritas y compuestas por Pete Townshend. 
| Cara A |                              |          |  |
| N.º    | Título                       | Duración |  |
| 1.     | «I Am The Sea»               | 2:08     |  |
| 2.     | «The Real Me»                | 3:20     |  |
| 3.     | «Quadrophenia»               | 6:13     |  |
| 4.     | «Cut My Hair»                | 3:44     |  |
| 5.     | «The Punk And The Godfather» | 5:10     |  |

| Cara B |                                   |          |  |
| N.º    | Título                            | Duración |  |
| 6.     | «I'm One»                         | 2:37     |  |
| 7.     | «The Dirty Jobs»                  | 4:28     |  |
| 8.     | «Helpless Dancer» (Roger's Theme) | 2:33     |  |
| 9.     | «Is It in My Head?»               | 3:43     |  |
| 10.    | «I've Had Enough»                 | 6:14     |  |

| Cara C |                            |          |  |
| N.º    | Título                     | Duración |  |
| 11.    | «5.15»                     | 5:00     |  |
| 12.    | «Sea And Sand»             | 5:01     |  |
| 13.    | «Drowned»                  | 5:26     |  |
| 14.    | «Bell Boy» (Keith's Theme) | 4:55     |  |

| Cara D |                                      |          |  |
| N.º    | Título                               | Duración |  |
| 15.    | «Doctor Jimmy» (John's Theme)        | 8:36     |  |
| 16.    | «The Rock»                           | 6:37     |  |
| 17.    | «Love, Reign o'er Me» (Pete's Theme) | 5:48     |  |

| Disco tres: The Demos (Quadrophenia: The Director's Cut) |                                     |                         |          |  |
| N.º                                                      | Título                              | Fecha de grabación      | Duración |  |
| 1.                                                       | «The Real Me»                       | octubre de 1972         |          |  |
| 2.                                                       | «Quadrophenia – Four Overtures»     | 1973                    |          |  |
| 3.                                                       | «Cut My Hair»                       | junio de 1972           |          |  |
| 4.                                                       | «Fill No. 1 – Get Out and Stay Out» | 12 de noviembre de 1972 |          |  |
| 5.                                                       | «Quadrophenic – Four Faces»         | julio de 1972           |          |  |
| 6.                                                       | «We Close Tonight»                  | julio de 1972           |          |  |
| 7.                                                       | «You Came Back»                     | julio de 1972           |          |  |
| 8.                                                       | «Get Inside»                        | abril de 1972           |          |  |
| 9.                                                       | «Joker James»                       | julio de 1972           |          |  |
| 10.                                                      | «Ambition»                          | comienzos de 1972       |          |  |
| 11.                                                      | «Punk»                              | 18 de noviembre de 1972 |          |  |
| 12.                                                      | «I'm One»                           | 15 de noviembre de 1972 |          |  |
| 13.                                                      | «Dirty Jobs»                        | 25 de julio de 1972     |          |  |
| 14.                                                      | «Helpless Dancer»                   | 1973                    |          |  |

| Disco cuatro: The Demos (Quadrophenia: The Director's Cut) |                       |                                 |          |  |
| N.º                                                        | Título                | Grabación                       | Duración |  |
| 1.                                                         | «Is It In My Head?»   | 30 de abril de 1972             |          |  |
| 2.                                                         | «Anymore»             | 10 de noviembre de 1971         |          |  |
| 3.                                                         | «I've Had Enough»     | 17 de diciembre de 1972         |          |  |
| 4.                                                         | «Fill No. 2»          | 12 de noviembre de 1972         |          |  |
| 5.                                                         | «Wizardry»            | agosto de 1972                  |          |  |
| 6.                                                         | «Sea And Sand»        | 1 de noviembre de 1972          |          |  |
| 7.                                                         | «Drowned»             | marzo de 1970                   |          |  |
| 8.                                                         | «Is It Me?»           | 20 de marzo de 1973             |          |  |
| 9.                                                         | «Bell Boy»            | 3 de marzo de 1973              |          |  |
| 10.                                                        | «Doctor Jimmy»        | 27 de julio de 1972             |          |  |
| 11.                                                        | «Finale – The Rock»   | 25 de marzo - 1 de mayo de 1973 |          |  |
| 12.                                                        | «Love, Reign o'er Me» | 10 de mayo de 1972              |          |  |

| DVD Quadrophenia 5.1 (Quadrophenia: The Director's Cut) |                       |          |  |
| N.º                                                     | Título                | Duración |  |
| 1.                                                      | «I Am The Sea»        |          |  |
| 2.                                                      | «The Real Me»         |          |  |
| 3.                                                      | «Quadrophenia»        |          |  |
| 4.                                                      | «I've Had Enough»     |          |  |
| 5.                                                      | «5.15»                |          |  |
| 6.                                                      | «Dr Jimmy»            |          |  |
| 7.                                                      | «The Rock»            |          |  |
| 8.                                                      | «Love, Reign o'er Me» |          |  |

## Personal
| The Who - Roger Daltrey: voz. - John Entwistle: bajo, trompa y coros. - Keith Moon: batería, percusión y voz en «Bell Boy». - Pete Townshend: voz, guitarras, sintetizadores, piano, banjo, efectos de sonido y coros. Otros músicos - Chris Stainton: piano en «Dirty Jobs», «5:15» y «Drowned». - John Curle: lector de noticias en «Cut My Hair». | Equipo técnico - Chris Stamp: productor ejecutivo. - Pete Kameron: productor ejecutivo. - Kit Lambert: productor ejecutivo. - Ron Nevison: ingeniero y efectos especiales. - Ron Fawcus: mezcla y asistencia. - Bob Ludwig: remasterización. - Rod Houison: efectos especiales. - Graham Hughes: diseño de portada y fotografía. - Ethan Russell: dirección artística. |

## Posición en listas
| País                | Lista                 | Posición |
| ------------------- | --------------------- | -------- |
| Estados Unidos      | Billboard 200         | 2        |
| Reino Unido         | UK Albums Chart       | 2        |
| Alemania Occidental | Media Control Charts  | 7        |
| Austria             | Austrian Albums Chart | 8        |
| Países Bajos        | Dutch Albums Chart    | 87       |

| Sencillo              | País           | Lista             | Posición |
| --------------------- | -------------- | ----------------- | -------- |
| «Love, Reign o'er Me» | Estados Unidos | Billboard Hot 100 | 76       |
| «The Real Me»         | Estados Unidos | Billboard Hot 100 | 92       |
| «5.15»                | Estados Unidos | Billboard Hot 100 | 45       |
| «5.15»                | Reino Unido    | UK Singles Chart  | 20       |

## Certificaciones
| País           | Organismo certificador | Certificación | Ventas certificadas | Ref.  |
| -------------- | ---------------------- | ------------- | ------------------- | ----- |
| Estados Unidos | RIAA                   | Platino       | 1 000 000           | [ 4 ] |
| Reino Unido    | BPI                    | Oro           | 100 000             | [ 5 ] |